# Paul Kaestner

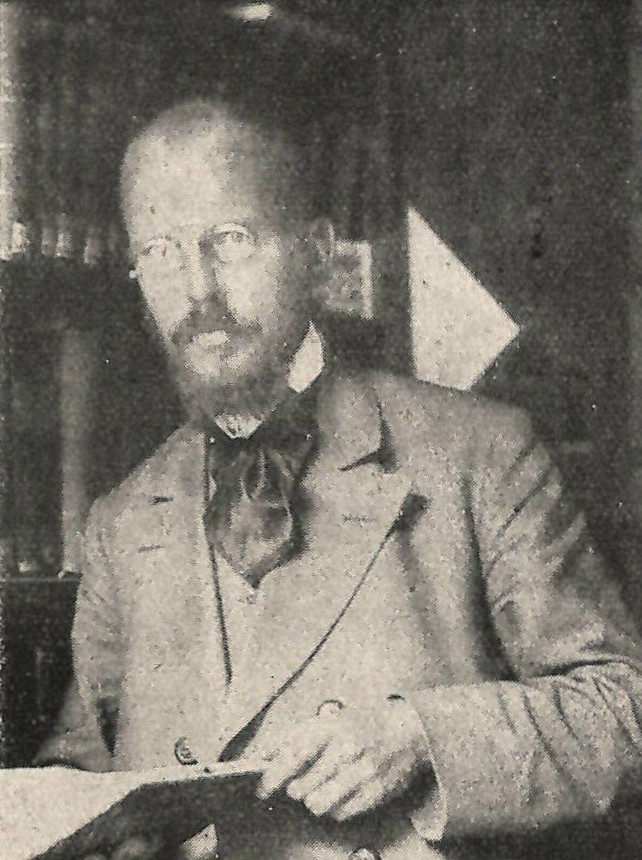
Paul Kaestner, um 1919

Deutsche Tischgebete, Erstausgabe 1921

Paul Kaestner (* 3. August 1876 in Altona; † 27. März 1936 in Höchenschwand, Schwarzwald) war ein deutscher Jurist, Ministerialdirektor und Kirchenliederdichter.

## Leben
Paul Kaestner war von 1904 bis 1931 Ministerialdirektor für Volksbildung im Preußischen Kultusministerium in Berlin und Mitbegründer des Hohenrodter Bundes.
Er ist der Textdichter der ersten Strophe des Kirchenliedes Laß die Wurzel unsers Handelns Liebe sein (EG 417). Der Text entstand 1921. Die zweite Strophe stammt von Dieter Trautwein aus dem Jahr 1986, die Musik von Volker Ochs von 1971.
Dieses Lied wird unter anderem auch Brautpaaren für den Traugottesdienst empfohlen. Es ist im Evangelischen Gesangbuch der Rubrik: Glaube – Liebe – Hoffnung zugewiesen.

## Werke
- Schulverwaltungsrecht mit Disziplinarrecht für höhere Schulen und Lehrerbildungsanstalten. Quelle und Meyer, Leipzig 1916 (Digitalisat).
- Deutsche Tischgebete. Quelle und Meyer, Leipzig 1921.
- Kraft und Geist unserer deutschen Volksschule. Quelle und Meyer, Leipzig 1923.
- Zur Frage der Schulgliederung und der Grundschule: Vortrag auf der schulpolitischen Woche der Stadt Altona (23.6.1925). Langensalza, Beltz 1925.
- Lebendige Zeugnisse für die Arbeit unserer Volksschule. Beltz, Langensalza 1926.
- Vom Wesen der neuen Lehrerbildung: zwei Vorträge über die Pädagogische Akademie für Eltern und Lehrer. Beltz, Langensalza 1929.